# (6234) Sheilawolfman
(6234) Sheilawolfman es un asteroide perteneciente al cinturón de asteroides, región del sistema solar que se encuentra entre las órbitas de Marte y Júpiter, descubierto el 30 de septiembre de 1986 por Zdeňka Vávrová desde el Observatorio Kleť, České Budějovice, República Checa.

## Designación y nombre
Designado provisionalmente como 1986 SF. Fue nombrado Sheilawolfman en homenaje a una de las primeras adolescentes que sobreviviereon al holocausto nazi, Sheila Wolfman, de nacionalidad polaca, fue trasladada desde Praga al norte de Inglaterra en agosto de 1945 y representada en la obra de Martin Gilbert titulada The Boys (1997). Posteriormente vivió en Montreal y en Clifton, Nueva Jersey.

## Características orbitales
Sheilawolfman está situado a una distancia media del Sol de 2,261 ua, pudiendo alejarse hasta 2,675 ua y acercarse hasta 1,847 ua. Su excentricidad es 0,183 y la inclinación orbital 4,007 grados. Emplea 1242,45 días en completar una órbita alrededor del Sol.

## Características físicas
La magnitud absoluta de Sheilawolfman es 13,8. Tiene 4,679 km de diámetro y su albedo se estima en 0,222. 